# Бритські мови
Бри́тські (бри́ттські) мови (валл. ieithoedd Brythonaidd/Prydeinig; корн. yethow Brythonek/Predennek; брет. yezhoù Predenek) — підгрупа у складі кельтської групи сім'ї індоєвропейських мов. Разом з мовами гойдельської підгрупи утворюють гілку острівних кельтських мов, іншу гілку складають мертві в ІІІ тисяріччі по Р.Х. континентальні кельтські мови. До бритських належать такі три живі мови: валлійська, бретонська та корнська, — а також мертва кумбрійська мова і, можливо, піктська мова у Шотландії. Крім того, до бритської гілки зараховують кельтське наріччя Східної Британії, відомості про яке можна дістати лише з топонімії.
У межах кельтських мов бритські мови виявляють близькість, з однієї сторони, з галльською мовою, а з іншої — з гойдельськими мовами.
Назву «бритські» для позначення цієї підгрупи мов уперше застосував валлійський кельтолог Джон Ріс. Вона походить від валлійського слова «Brython» (Брит), яким називали корінних британців, на відміну від англосаксів та ґелів. Сама ж назва «Brittonic» є похідною від слова «Prettanike», яким іменували Британські острови грецькі автори.

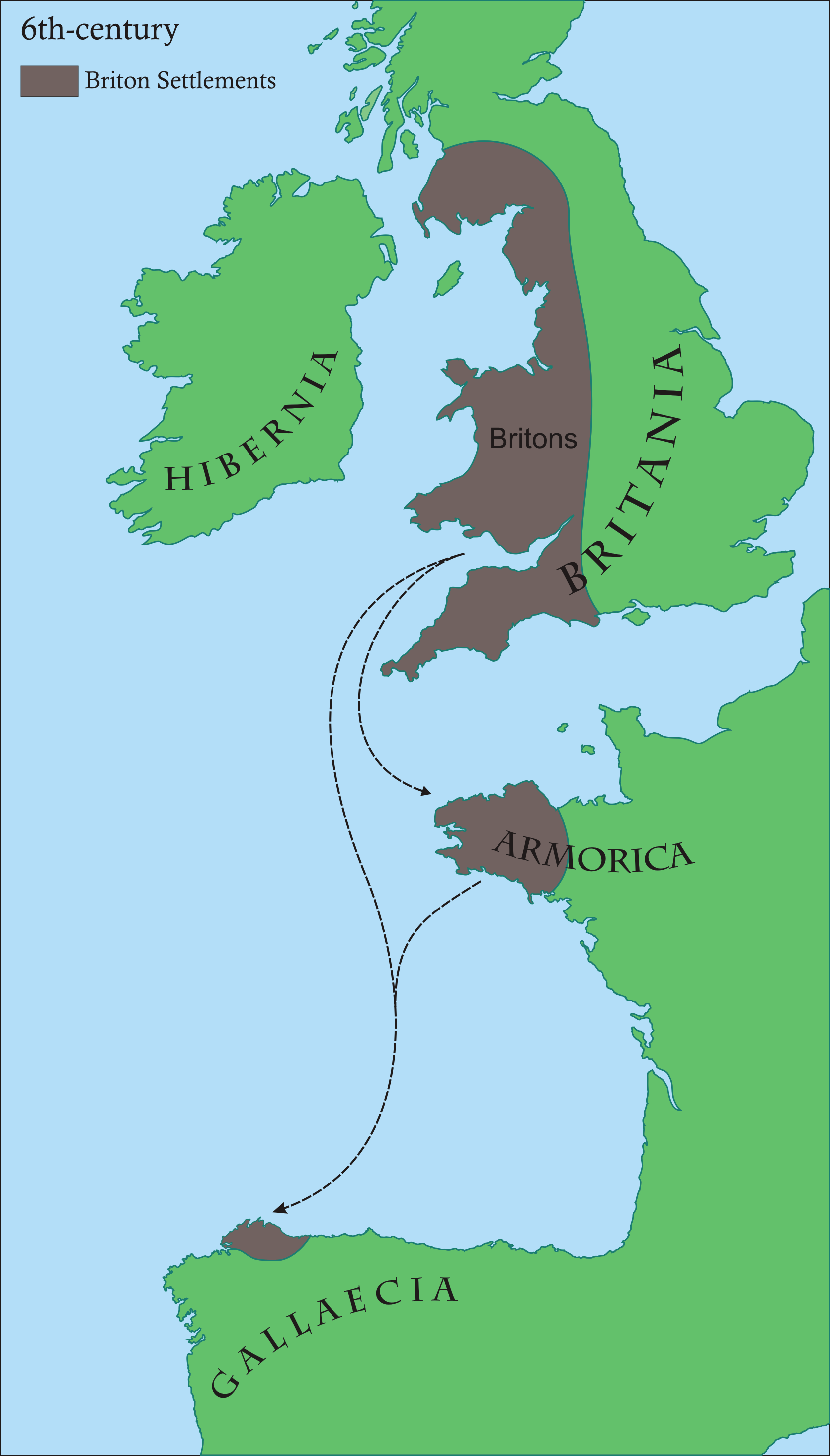
Місця розселення бритів у VI ст.

Усі бритські мови розвинулися з британської (загальнобритської) мови, якою розмовляли у Великій Британії на південь від затоки Ферт-оф-Форт у періодах залізної доби і римської окупації. На північ від Ферт-оф-Форта була розповсюджена піктська мова, яка, на думку деяких дослідників, також була бритською або близько спорідненою з нею. У IV—V сторіччях внаслідок переселення бритів їх мова поширилася і на континенті Європи, значною мірою у Бретані. Упродовж наступних кількох століть британська мова розпалася на ряд діалектів, з яких у кінцевому підсумку сформувалися валлійська, корнська, бретонська і кумбрійська мови. Валлійською та бретонською мовами дотепер безперервно продовжують розмовляти як рідними, тоді як корнська мова, з часом зникнувши, тільки нещодавно відродилася як розмовна. Кумбрійська мова вимерла, будучи витіснутою англійським і гельським мовленням. На острові Мен також була розповсюджена одна з бритських мов, яку з плином часу замінила гельська менська мова. У зв'язку з еміграцією бритські мови поширилися і за межі своїх ареалів, зокрема в Англії, Франції та валлійських поселеннях у Патагонії (провінція Чубут).

## Класифікація
Класифікація бритських мов виглядає таким чином:
- Острівні кельтські мови
  - Британська мова, від якої походять:
    - Західна бритська мова, від якої походять:
      - Кумбрійська мова
      - Валлійська мова

    - Південно-західна бритська мова, від якої походять:
      - Корнська мова
      - Бретонська мова

| Британська        |                  |                                |                                |
| Романо-британська |                  |                                |                                |
| Західна бритська  | Західна бритська | Південно-західна бритська мова | Південно-західна бритська мова |
| Кумбрійська мова  | Валлійська мова  | Корнська мова                  | Бретонська мова                |

Основними бритськими мовами сьогодні є валлійська та бретонська, обидві стали національними мовами відповідно валлійців і бретонців. Корнска мова вимерла наприкінці XVIII сторіччя, проте завдяки ентузіастам вона у ХХ столітті була відроджена і продовжує у теперішній час розвиватися. Кумбрійська мова вимерла ще у Середньовіччі. Також, припинила існування і піктська мова, яка більш за все була близько спорідненою з бритськими. Хоча у 1950-х р.р. вченим Кеннетом Джексоном на підставі аналізу небагатьох джерел цієї мови, насамперед написів на каменях, стверджувалося, що пікти використовували неіндоєвропейську мову, але деякі сучасні дослідники піктів з цими висновками не згодні.

## Походження та історичний розвиток
Предком усіх бритських мов є мова, що іменується британською, давньобритською чи протобритською, яка, як вважають, розвинулася з протокельтської або ранніх острівних кельтських з VI століття до н. е.
Є низка альтернативних гіпотез щодо походження бритських мов, однак жодна з них не знайшла свого широкого визнання. Маріо Аліней заперечував існування єдиної пракельтської мови і стверджував, що кельтські мови прибули на Британські острови ще у палеоліті. Стівен Оппенгеймер висловлювався, що вторгнення у І ст. до н. е. белгів могло мати наслідком проникнення у Британію германської мови.

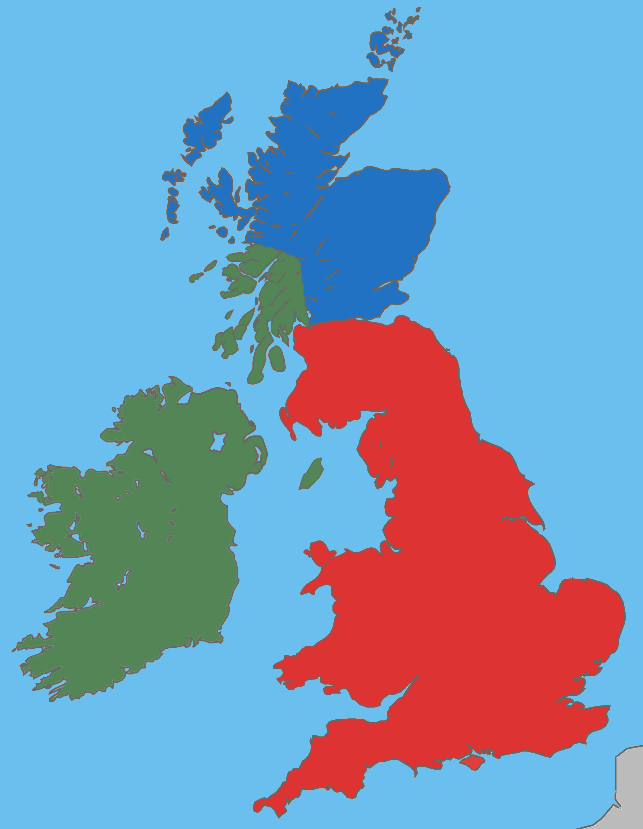
Британія та Ірландія у середині І-го тисячоліття н. е., між закінченням влади Риму та створенням англо-саксонських королівств.
Територія поширення гойдельських мов.
Територія поширення піктської мови.
Територія поширення бритських мов.

Британською (давньобритською) мовою до римського вторгнення у І ст. н. е. розмовляли, імовірно, на більшій частині Великої Британії на південь від річок Клайд і Форт, хоча на острові Мен пізніше вона була витиснута гойдельською менською. У Північній Шотландії користувалися мовою, яка згодом стала піктською і, можливо, була однією з бритських мов.
У період римської окупації Південної Британії (з 43 до 410 р. н. е.), рання бритська мова запозичила великий обсяг латинських слів, як для позначення раніше невідомих понять, пов'язаних з міським життям і військовою справою, так й слів з побутової лексики, які замінювали власні слова (наприклад, слово «риба» у всіх бритських мовах походить від латинського «Piscis», у той же час рідне слово «ēskos» було забуте і збереглося лише у валлійській назві річки Уск - Wysg). Близько 800 з цих латинських запозичень прижилися у трьох сучасних бритських мовах. У зв'язку з цим, латинізована форма британської мови у римських авторів одержала найменування романо-британська.
Цілком можливо, що на початку постримського періоду загальнобритська (британська) мова складалася принаймні з двох груп діалектів — західної і південно-західної (крім того, більш упевнено можна стверджувати, що існували й інші діалекти, наприклад, східні діалекти, якими розмовляли на території сучасної Східної Англії, про які практично не залишилося джерел). У період з кінця римської панування до середини VI ст. діалекти розпочали розходитися з виділенням окремих мов: із західних діалектів — кумбрійська мова і валлійська мова; південно-західних діалектів — корнська мова та тісно пов'язана з нею бретонська мова, яка була принесена з південного заходу Великої Британії у континентальну Європу на півострів Арморику. Таким чином, остаточний розпад загальнобритської мови завершився до кінця VI ст. Бритські мови на територіях, захоплених англосаксонськими завойовниками, з плином часу вимерли, залишивши дані про себе лише у топонімії.
Бритські мови, розповсюджені на території сучасної Шотландії та на острові Мен, в V сторіччі розпочали зазнавати впливу мови скотів, згодом англосаксів і норвезьких вікінгів, якими і були витіснуті. Заміщення бритських мов на первісній території свого поширення (за винятком Корнуолла, Уельсу і суміжних з ним англійських графств), закінчилося в ХІ столітті (хоча дата їх зникнення в різних частинах території є ще дискусійною).

## Лінгвістична характеристика
Бритські мови є Р-кельтськими (як і галльська), оскільки в них протоіндоєвропейські фонеми *kw та gw передаються відповідно через p і b, на відміну від ґельських, у яких вони мають форми k та g. Вказане дає підстави для прийняття P-кельтської гіпотези походження бритських мов, а не гіпотези острівних кельтських, які є Q-кельтськими мовами. Проте, критерій класифікації кельтських мов за їх належністю до Р-кельтських і Q-кельтських як основний критерій викликає суперечності.

## Сліди бритських мов у топонімії та гідронімії
Основний спадок бритські мови залишили у топонімії (назвах місцевостей) і гідронімії (назвах річок). Багато топонімів бритського походження є у Нижній Шотландії і в частинах Англії, де була істотна кількість бритських мовців (бритські найменування, крім колишніх назв британських міст римської доби, на більшій частині Англії, зустрічаються рідко). Похідними від бритських (іноді і побічно) є назви міст Лондона, Пенік'юїка, Перта, Абердина, Йорка, Дорчестера, Дувра і Колчестера. Бритські частинки «bre-» і «bal-» мають назви пагорбів, а запозичені в англійську мову слова «carr», «combe» (чи «coomb(e)») використовуються для позначення відповідно високих скелястих місцевостей та малих глибоких долин. Інші топоніми виражають певне відношення до бритів, наприклад, Дамбартон — від шотландського гельського «Dùn Breatainn» (Фортеця бритів).
Кількість кельтських назв річок, як правило, зростає зі сходу на захід. До бритських гідронімів належать найменування річок Ейвон, Чеу, Фрум, Ейкс, Брю й Екс. А також кельтське походження притаманне і для назв річок з основами на «der-/dar-/dur-» і «-went», зокрема, «Derwent» (Дервент), «Darwen» (Дарвен), «Dart» (Дарт), «Deer» (Дір), «Adur» (Адур), «Dour» (Дур), «Darent» (Дарент), «Went» (Вент). Одні асоціюють «Der-/Dar-» з бритським «дуб (и)» (порівн. «derv/dervenn» в бретонській, «derow/derowenn» у корнській, "derw/derwen " у валлійській). Імовірно, вказана основа використовувалася для позначення місць навколо дубів. Тоді як закінчення «-went», як стверджують деякі дослідники, мало значення «долина» або було пов'язане з кельтським словом «нант» для річок (як у валлійській). Але це малоімовірно, оскільки початкові приголосні не змінюються з «n-» на «w-». Більш ймовірно, що «Der-/Dar-/Dur-» означало воду (наприклад, «Dour» у бретонській, «dowr» у корнській, «Dŵr» у валлійській), а «-(g)wen(n)(t)» мало значення «білий/чистий».

## Вплив на інші мови
Одні науковці стверджують, що бритські мови справили субстратний вплив на англійську мову, насамперед у лексиці та синтаксисі, а інші категорично заперечують це. У той час, бритське походження, крім топонімів, мають лише поодинокі англійські слова, такі як: «hubbub» (гомін, шум,ґвалт), «dad» (тато), «peat» (торф), «bucket» (відро, колиска, черпак), «crock» (черепок), «noggin» (голова, макітра), «gob» (плювок, грудка, завал) (порівн., гельське gob), «nook» (куток, закуток, глухе місце, глушина); та діалектний термін «badger» (борсук), від «brock» (порівн., валлійське «broch» і гельське «broc»). Іншим бритським спадком може бути система підрахунку овець Yan Tan Tethera на заході, у традиційних кельтських районах, як-от Кумбрія (Камберленд). Декілька гірських корнських слів використовується у гірській термінології англійської мови, зокрема: «costean», «gunnies» «vug».
Ті, хто виступає проти теорії бритського субстрату в англійській, звертають увагу на те, що багато топонімів не мають жодного семантичного продовження з бритських мов. Яскравим прикладом є назва річки «Ейвон», яка, можливо, походить від валлійського річного терміна «Abona», однак була використана в англійській як особисте ім'я.
Помітніший, але мало досліджений, вплив бритські мови мали на шотландську гельську та ірландську мови. Шотландська гельська мова містить низку, мабуть, Р-кельтських запозичень, які не завжди можна відокремити від Q-кельтських слів. Тоді як засвоєння з бритських інших загальних слів, таких як «monadh» (валлійське «mynydd», кумбрійське «*monidh»), особливо очевидне. Вплив на ірландську здійснювався переважно шляхом запозичення багатьох бритських слів латинського походження. Це було зумовлено тим, що християнізація Ірландії проводилася з Великої Британії.